# Columna a los mártires

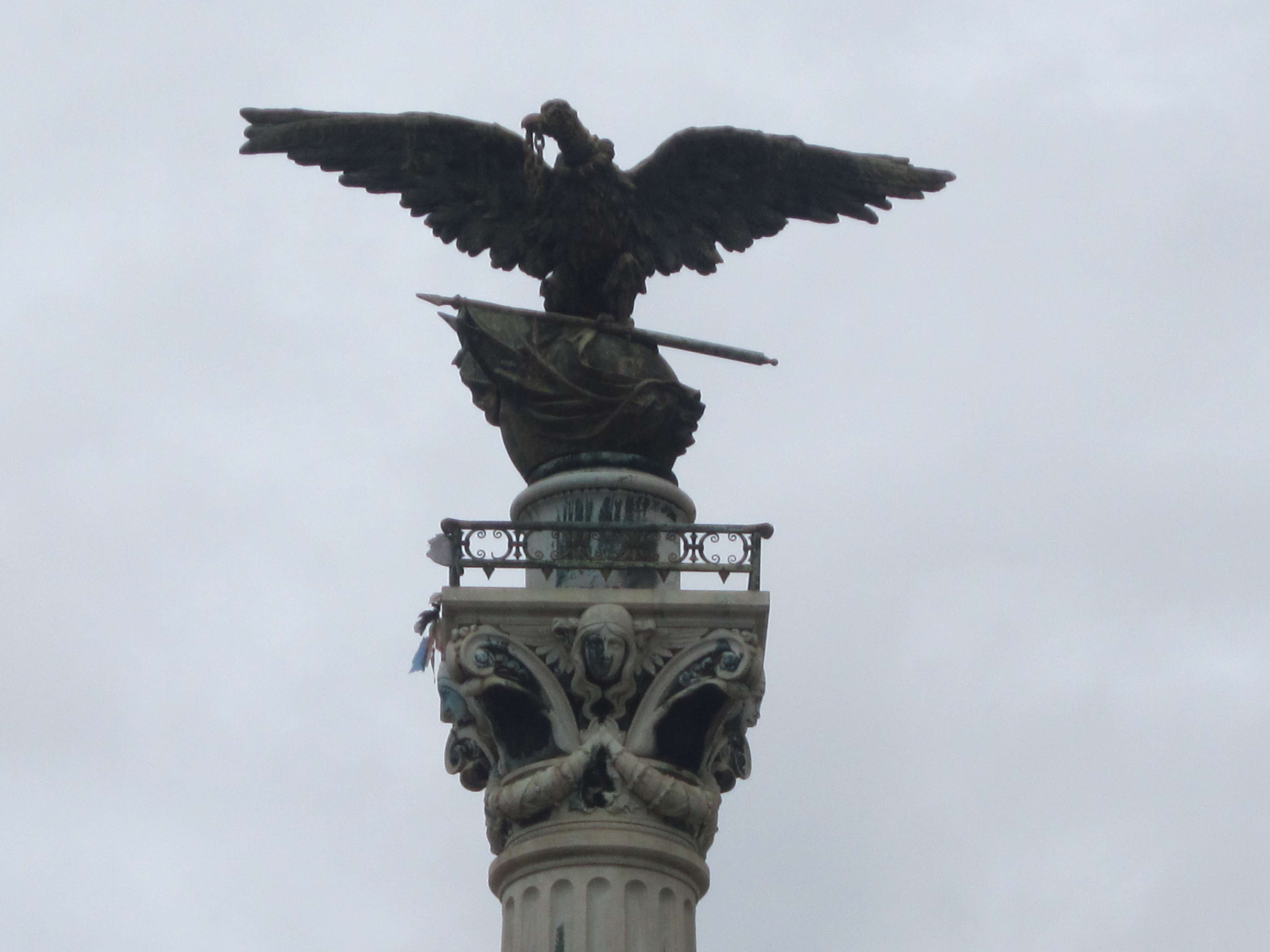
Detalle del cóndor, ave nacional de Colombia

La Columna a los Mártires, igualmente conocida como el Obelisco de las Jornadas Independentistas es una obra arquitectónica situada en la Plazoleta de San Laureano del Centro Histórico de Tunja, Colombia. Dicha obra está esculpida en mármol, consta de un pedestal de cuatro caras y una columna de 5 niveles decorada con un capitel Corintio sobre el cual se encuentra un cóndor con sus alas extendidas.  La figura del animal, elaborada en bronce, posee además una corona de laurel y sobre sus garras, la bandera nacional. Monumento nacional de Colombia, se encuentra próximo al Paredón de los Mártires, al frente de la Ermita de San Laureano. Allí permanecieron los restos del vicepresidente provincial Juan Nepomuceno Niño y  del gobernador José Cayetano Vásquez durante 100 años; posteriormente fueron trasladados a la Catedral Metropolitana.